# Makenzy Orcel
Pour les articles homonymes, voir Orcel.
Makenzy Orcel est un écrivain haïtien né le 18 septembre 1983 à Port-au-Prince en Haïti.

## Biographie
Né en septembre 1983 à Port-au-Prince, Makenzy Orcel fait des études  au Collège Adventiste de Diquini. Puis il poursuit ses études à la Faculté de linguistique appliquée de Port-au-Prince, une composante de l'Université d'État d'Haïti puis abandonne ses études pour se consacrer notamment à l’écriture.
Puis il a publié en 2007 un premier recueil de poésie La douleur de l’étreinte, suivi en 2009 de Sans ailleurs. Il est l'auteur principal d'un premier roman très remarqué Les Immortelles, publié en 2010 à Montréal (éditions Mémoire d'encrier),. 2012. Témoignage insolent, envoûtant, où il donne la parole à une prostituée. Pour ce roman (traduit en anglais à New York chez SunyPress), il reçoit le Prix Thyde Monnier de la Société des gens de lettres.L'anné 2011, il publie Les Latrines (éditions Mémoire d'encrier) dans lequel il poursuit son exploration des bas-fonds, dans le dédale des bidonvilles de Port-au-Prince.
En 2012, le groupe de réflexion et d’action pour une Haïti nouvelle (GRAHN-Monde) lui on remis  le Prix de Littérature d’expression française de l’année.
En janvier 2016, Makenzy Orcel à sorti son 3e roman, L'Ombre animale (Éditions Zulma). Cette œuvre lui vaut plusieurs prix en 2016, dont le prix Louis-Guilloux et le prix Littérature-monde,.
En 2017, il est fait Chevalier des Arts et des Lettres de la République française.
Son 4e roman, Maître-Minuit, a séduit la critique, ainsi que Une boîte de nuit à Calcutta co-écrit avec son ami Nicolas Idier, paru chez Robert Laffont.
En 2021, il publie un nouveau roman, L'empereur (Rivages) - dans lequel Makenzy Orcel nous fait partager les tourments d’un esprit blessé en lutte contre toutes les formes d’oppression - ainsi qu'un recueil de poèmes Pur sang (La contre allée).
Et Une Somme humaine (Rivages) en août 2022, salué par la presse, et finaliste du Prix Goncourt. « Après avoir donné une voix à une vieille dame haïtienne dans L’Ombre animale, le poète et romancier haïtien Makenzy Orcel donne dans le deuxième volet de ce qui sera une trilogie, la parole à une autre femme, une jeune Française, dont la vie est jonchée de drames. Ce roman sombre est écrit dans une langue qui ruisselle et palpite au rythme de la "somme humaine" qu'il charrie, composant une peinture noire de la France ».

## Controverse (Viol)
En 2023, l’écrivaine Myriam (son prénom a été changé à sa demande), une autrice afrodescendante, a porté plainte pour viol contre Makenzy Orcel, alléguant des faits survenus en avril de la même année à Paris, dans le cadre d’une relation marquée, selon elle, par une emprise psychologique. Le premier témoignage, recueilli par le média La Déferlante en 2024, évoque une relation initialement consentie, puis suivie d’un rapport sexuel non consenti dans un contexte de contrainte et de sidération. Makenzy Orcel a contesté ces accusations, affirmant que les relations avaient été consenties et annonçant avoir déposé une plainte pour diffamation. L’enquête préliminaire a été classée sans suite pour insuffisance de preuves. Cette affaire a suscité un débat dans le milieu littéraire sur la difficulté des femmes racisées à dénoncer les violences sexuelles, en raison notamment de la peur de nourrir des stéréotypes raciaux déjà fortement présents dans la société.

## Œuvres

### Romans
- Les Immortelles, Montréal : Mémoire d’Encrier, 2010 ; réédition, Paris, Zulma, 2012 ; réédition, Paris, Points no P3386, 2014
- Les Latrines, Montréal, Mémoires d’Encrier, 2011
- L'Ombre animale, Paris, Éditions Zulma, 2016 ; réédition, Paris, Points no P4553, 2017
- Maître-Minuit, Paris, Zulma, 2018
- Une boîte de nuit à Calcutta, Robert Laffont, 2019
- L'Empereur, Rivages, 2021
- Une Somme humaine, Rivages, 2022, 622 pages  (ISBN 978-2-7436-5714-7)

### Poésie
- La Douleur de l’étreinte, Deschamps, 2007
- Sans ailleurs, Arche Collectif, 2009
- À l’aube des traversées et autres poèmes, Montréal, Mémoire d’Encrier, 2010
- La Nuit des terrasses, Éditions La Contre Allée, 2015
- Caverne, suivi de Cadavres, Éditions La Contre Allée, 2017
- Le Chant des collines, Montréal, Mémoire d’Encrier, 2017
- Miwo Miba, Delmas, Legs Édition, 2017
- Pur sang, La contre allée, 2021
- Mûres métamorphoses, Payot et Rivages, 2023

## Distinctions
- 2010 : Prix Thyde Monnier de la Société des gens de lettres pour Les Immortelles, Mémoire d'Encrier, 2010.
- 2012 : Prix de Littérature d’expression française GRAHN-Monde.
- 2016 : Prix Littérature-monde pour L'Ombre animale, Zulma, 2016.
- 2016 : Prix Louis Guilloux pour L'Ombre animale, Zulma, 2016.
- 2016 : Prix Ethiophile pour L'Ombre animale, Zulma, 2016.
- 2016 : Prix littéraire des Caraïbes de l’ADELF pour L'Ombre animale, Zulma, 2016.
- 2017: Chevalier des Arts et des Lettres de la République Française, France
- 2018 : Prix littéraire des lycéens, apprentis et stagiaires d'Ile de France pour Caverne suivi de Cadavres, Éditions La Contre Allée, 2017
- 2019 : Prix Simone et Cino Del Duca de l'Institut de France
- 2022 : Finaliste du Prix francophone international du Festival de la poésie de Montréal pour Pur sang, La contre allée, 2021
- 2022 : Finaliste du prix Goncourt pour Une Somme Humaine, Rivages, 2022.
- 2022 : Choix Goncourt de la Roumanie et de la République de Moldavie pour Une Somme Humaine, Rivages, 2022.
- 2023 : Choix Goncourt de l'Autriche pour Une Somme Humaine, Rivages, 2022.
- 2023 : Choix Goncourt du Niger pour Une Somme Humaine, Rivages, 2022.
- 2023 : Choix Goncourt du Maroc pour Une Somme Humaine, Rivages, 2022.
- 2023 : Choix Goncourt de la Croatie pour Une Somme Humaine, Rivages, 2022.
- 2023 : Prix de la Fondation Anna Seghers.
- 2023 : Choix Goncourt des États-Unis pour Une Somme Humaine, Rivages, 2022.
- 2023 : Choix Goncourt de l'Argentine et de l'Uruguay pour Une Somme Humaine, Rivages, 2022.
- 2023 : Choix Goncourt de la Grèce pour Une Somme Humaine, Rivages, 2022.